# Centro-Sul Mato-Grossense
Centro-Sul Mato-Grossense is een van de vijf mesoregio's van de Braziliaanse deelstaat Mato Grosso. Zij grenst aan Bolivia in het zuidwesten, de deelstaat Mato Grosso do Sul in het zuiden en de mesoregio's Sudeste Mato-Grossense in het zuidoosten en oosten, Norte Mato-Grossense in het noorden en Sudoeste Mato-Grossense in het noordwesten en westen. De mesoregio heeft een oppervlakte van ca. 99.321 km². Midden 2004 werd het inwoneraantal geschat op 1.003.759.
Vier microregio's behoren tot deze mesoregio:
- Alto Pantanal
- Alto Paraguai
- Cuiabá
- Rosário Oeste

Mesoregio's: Centro-Sul Mato-Grossense · Nordeste Mato-Grossense · Norte Mato-Grossense · Sudeste Mato-Grossense · Sudoeste Mato-Grossense

Microregio's: Alta Floresta · Alto Araguaia · Alto Guaporé · Alto Pantanal · Alto Paraguai · Alto Teles Pires · Arinos · Aripuanã · Canarana · Colíder · Cuiabá · Jauru · Médio Araguaia · Norte Araguaia · Paranatinga · Parecis · Primavera do Leste · Rondonópolis · Rosário Oeste · Sinop · Tangará da Serra · Tesouro